# Магомедбаширов, Магомедкамиль Абсаламович
Магомедкамиль (Камиль) Абсаламович Магомедбаширов (10 декабря 2004) — российский тайбоксер. Призёр чемпионата России. Кандидат в мастера спорта России.

## Карьера
Является воспитанником махачкалинской СШОР №2, занимается под руководством Касума Гаджиева и Исы Ибалаева. В феврале 2022 года одержал победу на Первенстве Европы в Стамбуле среди юниоров (16-17 лет). В январе 2023 года в Каспийске стал чемпионом Дагестана. В марте 2023 года в Магнитогорске стал бронзовым призёром чемпионата России. В начале декабря 2023 года стало известно, что Магомедкамиль Магомедбаширов, в составе сборной России, выступит на Чемпионате Европы, который состоится в турецкой Анталье. На данном турнире стал обладателем серебряной медали.

## Достижения
- Первенство России по тайскому боксу U17 2021 — ;
- Первенство Европы по тайскому боксу U17 2022 — ;
- Чемпионат России по тайскому боксу 2023 — ;
- Чемпионат Европы по тайскому боксу 2023 — ;